# L'Attaque du crocodile géant
Série Maneater
La Créature du sous-sol
(21 octobre 2007) L'Œil de la Bête
(8 décembre 2007)
Pour plus de détails, voir Fiche technique et Distribution.
L'Attaque du crocodile géant (Croc) est un téléfilm américano-thaïlandais réalisé par Stewart Raffill, diffusé le 4 novembre 2007 sur Sci Fi Channel. Il s'agit du cinquième film de la collection Maneater series.

## Synopsis
Un crocodile géant tue des touristes ainsi que des autochtones près de la ville de Krabi en Thaïlande. Jack McQuade, qui possède un parc d'attraction à proximité, est persuadé que l'animal ne fait pas partie de ses protégés et pour le prouver, il engage un chasseur expérimenté, Croc Hawkins. Ensemble avec une responsable du gouvernement thaïlandais, ils partent à la chasse de l'animal.

## Fiche technique
- Titre : L'Attaque du crocodile géant
- Titre original : Croc
- Réalisation : Stewart Raffill
- Scénario : Ken Solarz
- Production : Robert Halmi Jr., Robert Halmi Sr. et Charles Salmon
- Musique : Charles Olins et Mark Ryder
- Photographie : Choochart Nantitanyatada
- Montage : Laurie McDowell et Kant Pan
- Décors : Jon Bunker
- Costumes : Chantika Konsillawat
- Effets spéciaux visuels : Brynley Cadman
- Compagnies de production : Thaï Occidental Productions - RHI Entertainment
- Compagnie de distribution : Sonar Entertainment
- Pays d'origine :  États-Unis -  Thaïlande
- Format : Couleurs - 1.78:1 - Dolby Digital - 35 mm
- Genre : Horreur
- Durée : 100 minutes
- Date de sortie : 4 novembre 2007 (Sci Fi Channel)
- interdit aux moins de 12 ans

## Distribution
- Michael Madsen : Croc Hawkins
- Elizabeth Healey : Allison
- Peter Tuinstra : Jack McQuade
- Sherry Edwards : Evelyn Namawong
- Scott Hazell : Theo
- Jibby Saetang : Andy Konsong Jr.
- Wasan Junsook : Cao Konsong Sr.
- Jack Prinya : Sergent Dang
- Deedee Kumphasee : Chompoo
- David Asavanond : Som
- Amy Lackgren : Sunee
- Nophand Boonyai : Caporal Leu
- Pim Yensuk : Kanya
- Elizabeth Lackgren : Anoon
- Clyde St. George : Peter

## DVD
En France, le film est sorti en DVD Keep Case le 17 février 2009 chez Aventi au format 1.77 4/3 non anamorphique en français 2.0 sans sous-titres et sans suppléments. (ASIN B001S9HR62)